# Semiothisa kilimanjarensis
Semiothisa kilimanjarensis là một loài bướm đêm trong họ Geometridae.